# Eurytenes multicellis
Eurytenes multicellis är en stekelart som beskrevs av Fischer 2005. Eurytenes multicellis ingår i släktet Eurytenes och familjen bracksteklar. Inga underarter finns listade i Catalogue of Life.